# 罗伯·爱德华兹 (篮球运动员)
罗伯特·爱德华兹（英語：Robert Edwards，1997年1月20日—）為美國男子籃球運動員，最後效力於中国男子篮球职业联赛新疆广汇。

## 職業生涯
2023年3月28日，德國籃球甲級聯賽哥廷根與爱德华兹簽約至賽季結束。
2024年5月24日，澳洲國家籃球聯賽凱恩斯太攀蛇與爱德华兹簽下一年合約。2025年2月2日，凱恩斯太攀蛇與爱德华兹提前終止合約關係。2月8日，中国男子篮球职业联赛新疆广汇完成註冊爱德华兹。3月13日，爱德华兹被蒙特雷斯·哈雷爾頂替。

## 外部連結
- 罗伯·爱德华兹在NBA（英语）
- 罗伯·爱德华兹在NBA G聯盟（英语）
- 罗伯·爱德华兹在德國籃球甲級聯賽（德语）
- 罗伯·爱德华兹在中国男子篮球职业联赛
- 罗伯·爱德华兹在Basketball-Reference.com（NBA）（英语）
- 罗伯·爱德华兹在Basketball-Reference.com（NBA G聯盟）（英语）
- 罗伯·爱德华兹在Basketball-Reference.com（國際）（英语）
- 罗伯·爱德华兹在Sports-Reference.com（NCAA）（英语）
- 罗伯·爱德华兹在ESPN（NBA）（英语）
- 罗伯·爱德华兹在Eurobasket.com（球員）（英语）
- 罗伯·爱德华兹在Proballers（英语）
- 罗伯·爱德华兹在RealGM（英语）
- 罗伯·爱德华兹在中国篮球数据库
- 罗伯·爱德华兹在Flashscore（英语）